# Glorious (Cascada)
Glorious is een single van het Duitse trio Cascada. Het was de Duitse inzending voor het Eurovisiesongfestival 2013 in Malmö, Zweden. Omdat Duitsland tot de 'Big five' behoort, was Cascada al direct geplaatst voor de finale op 18 mei. Met het nummer werd de 21e plaats behaald. Het nummer is geschreven door Yann Peifer, Manuel Reiter, Andres Ballinas en Tony Cornelissen.